# 愛の嵐 (TOKIOの曲)
「愛の嵐」（あいのあらし）は、TOKIOの18作目のシングルである。1999年11月10日にソニー・ミュージックレコーズから発売された（SRDL-4668）。

## 概要
布袋寅泰が作詞・作曲を手掛けた楽曲で、第50回NHK紅白歌合戦で歌唱された。
ジャケットが初回限定盤と通常盤で、マキシシングルサイズと8cmシングルサイズの異なる2形態で発売された（ディスクは8cmのみ）。

## 収録曲
1. 愛の嵐 (3:58)
作詞・作曲：布袋寅泰、編曲：SOUL TOUL & KAIO TSURUTA
  - 日本テレビ系ドラマ『サイコメトラーEIJI2』主題歌[1]
2. LAST ANGEL (4:13)
作詞・作曲：長瀬智也、編曲：Project T
3. 愛の嵐 [Backing Track]